# 83 (число)
Осемдесет и три е естествено число, следващо 82 и предхождащо 84. С арабски цифри се записва 83, а с римски цифри - LXXXIII.

## Математически свойства
Осемдесет и три е нечетно число, защото при деление на 2 (две) остава остатък. То е просто число, защото се дели само на 1 и на 83.